# Personen- en familierecht

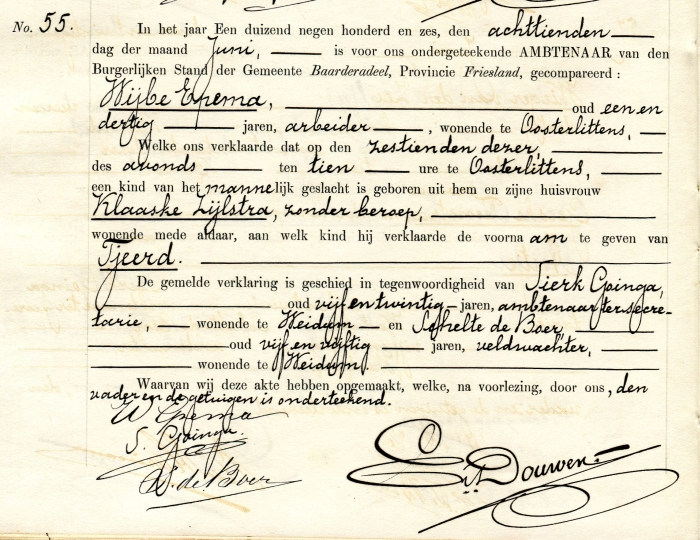
Geboorteakte Tjeerd Epema, Baarderadeel, Friesland, 18 juni 1906

Het personen- en familierecht is een rechtsgebied binnen het burgerlijk recht bestaand uit twee onderdelen die nauw met elkaar verbonden zijn en zich bezighouden met enerzijds het recht van individuele personen, zoals burgerlijke rechten, rechtsbevoegdheid en handelingsbekwaamheid, anderzijds alle regelingen bevatten die betrekking hebben op verhoudingen binnen een familie zoals afstamming, geboorte, huwelijk, ouderschap, gezag, adoptie, voogdij, echtscheiding en alimentatie.
Hoewel het erfrecht vaak binnen een familie speelt valt het niet onder het personen- en familierecht omdat het niets op deze rechtsgebieden regelt. Het erfrecht regelt de overgang van vermogen bij overlijden en wordt daarom gerekend tot het vermogensrecht. Sommige regelingen uit het personen- en familierecht worden wel van overeenkomstige toepassing verklaard binnen rechtsfiguren uit het erfrecht.
Het personen- en familierecht is zowel in Nederland als in België opgenomen in Boek 1 van het Burgerlijk Wetboek, zie Burgerlijk Wetboek (Nederland) en Burgerlijk Wetboek (België). Tevens maakt het onderdeel uit van verdragen zoals het internationale Verdrag inzake de Rechten van het Kind (IVRK). De belangrijkste internationale regels voor het familierecht, die ook in Nederland en België van grote invloed zijn, staan in het Europees Verdrag voor de Rechten van de Mens (EVRM). Vooral het grondrecht op family life (gezinsleven), artikel 8 EVRM, heeft grote invloed op de rechtspraak en wetgeving.
Het personen- en familierecht beslaat ongeveer de helft van de werkbelasting in de rechtspraak, gemeten naar het aantal procedures bij de rechter. Het onderscheidt zich van andere delen van het recht met name door een grote mate van beslotenheid. De algemeen geldende regel voor openbaarheid van rechtszittingen en uitspraken is de facto niet van toepassing in het familierecht als gevolg van een arrest van het Europese Hof van de rechten voor de Mens (EHRM), het mijlpaalarrest P and B v. The United Kingdom uit 2001.
Vooral het onderdeel familierecht is regelmatig onderhevig aan wijzigingen.

## Onderdelen
Onderdelen van het personen- en familierecht zijn onder meer:
- Naamswijziging, de voornaam of de familienaam
- Huwelijkse voorwaarden en afwikkeling huwelijkse voorwaarden bij echtscheiding
- Boedelverdeling tussen gewezen echtgenoten of geregistreerde partners van gemeenschappelijke boedel na echtscheiding, ontbinding geregistreerd partnerschap of na beëindiging van een samenwoning
- Alimentaties, onder te verdelen in kinderalimentatie en partneralimentatie en bijstandsverhaalzaken
- Echtscheiding: scheiding van tafel en bed en ontbinding van het huwelijk of geregistreerd partnerschap na scheiding van tafel en bed
- Voorlopige voorzieningen die gelden tijdens de scheidingsprocedure over het gebruik van de woning, de toevertrouwing van de kinderen, omgangsregeling en alimentatie
- Ouderlijk gezag, waaronder ouderschapsplan na scheiding, ontheffing uit het ouderlijk gezag
- Omgangsregelingen
- Erkenning en ontkenning vaderschap
- Adoptie
- Ondertoezichtstelling, uithuisplaatsing en gezagsbeëindiging
- Gezag en gezagsgeschillen, bijvoorbeeld over vervangende toestemming van de rechter om te verhuizen of schoolkeuze
- Geschillen over vermeldingen in de registers van de burgerlijke stand, bijvoorbeeld over (buitenlandse) huwelijken en scheidingen of vermissing en overlijden
- Leerplichtzaken
- Zaken zoals die geregeld in de Nederlandse Wet verplichte ggz (wvggz) en Wet zorg en dwang (wzd); deze staan in Nederland niet in het Burgerlijk Wetboek, maar in aparte wetten.

## Nederland
Boek 1 van het Burgerlijk Wetboek (personen- en familierecht) bevat onder meer:
- Titel 1. Algemene bepalingen
  - Burgerlijke rechten
  - Het niet dulden van persoonlijke dienstbaarheden
- Titel 2. Het recht op de naam
- Titel 3. Woonplaats (in de zin van domicilie)
- Titel 4. Burgerlijke stand
  - Afdeling 1. De ambtenaar van de burgerlijke stand
  - Afdeling 4. De akten van geboorte, van overlijden en de akten houdende attestaties de vita
  - Afdeling 13. Wijziging van de vermelding van het geslacht in de akte van geboorte
- Titel 5. Het huwelijk
- Titel 5A. Het geregistreerd partnerschap
- Titel 6. Rechten en verplichtingen van echtgenoten
  - Onderhoudsplicht
- Titel 7. De wettelijke gemeenschap van goederen
- Titel 8. Huwelijkse voorwaarden
- Titel 9. Ontbinding van het huwelijk
- Titel 10. Scheiding van tafel en bed en ontbinding van het huwelijk na scheiding van tafel en bed
- Titel 11. Afstamming
  - Afdeling 3. Erkenning
- Titel 12. Adoptie
- Titel 13. Minderjarigheid
  - Afdeling 2. Ouderlijk gezag
  - Afdeling 4. Ondertoezichtstelling van minderjarigen
  - Afdeling 5. Beëindiging van het ouderlijk gezag
  - Afdeling 6. Voogdij
- Titel 14. Het gezag over minderjarige kinderen
- Titel 15. Omgang en informatie
- Titel 16. Curatele - bescherming van meerderjarigen die hun belangen van vermogensrechtelijke en/of van immateriële aard zelf niet of niet voldoende kunnen behartigen, zoals mensen met een verstandelijke beperking of een verslaving of dementerende ouderen
- Titel 17. Levensonderhoud
- Titel 18. Afwezigheid, vermissing en vaststelling van overlijden in bepaalde gevallen
- Titel 19. Onderbewindstelling ter bescherming van meerderjarigen - voorziening met betrekking tot geld en goed van een persoon, of slechts bepaalde vermogensrechtelijke belangen
- Titel 20. Mentorschap ten behoeve van meerderjarigen - bescherming van belangen van persoonlijke aard, in het bijzonder de verzorging, verpleging, behandeling en begeleiding

Artikel 80b (in titel 5A) bepaalt dat op een geregistreerd partnerschap de titels 6, 7 en 8 van overeenkomstige toepassing zijn met uitzondering van het omtrent scheiding van tafel en bed bepaalde. Volgens het wetsvoorstel Wet scheiden zonder rechter wordt hieraan toegevoegd (een versoepelde) titel 9.

### Wijzigingen
In 1998 werd het gezamenlijk gezag van ouders over hun minderjarige kind als uitgangspunt ingevoerd.
Het geregistreerd partnerschap werd ingevoerd op 1 januari 1998.
Sinds 1 april 2001 kan een huwelijk ook worden aangegaan door twee personen van gelijk geslacht, zie homohuwelijk in Nederland.
Per 1 maart 2009 is de Wet bevordering voortgezet ouderschap en zorgvuldige scheiding in werking getreden. Daarbij werd het voor ouders die hun huwelijk of geregistreerd partnerschap willen beëindigen verplicht een ouderschapsplan op te stellen. Ook werd de gemakkelijke en snelle omzetting van een huwelijk in een geregistreerd partnerschap afgeschaft, waardoor (ook voor mensen zonder kinderen) de flitsscheiding onmogelijk werd.
De Wet van 16 oktober 2013 tot wijziging van enige bepalingen van Boek 1 van het Burgerlijk Wetboek inzake curatele, onderbewindstelling ter bescherming van meerderjarigen en mentorschap ten behoeve van meerderjarigen en enige andere bepalingen (Wet wijziging curatele, beschermingsbewind en mentorschap) treedt op 1 januari 2014 in werking. Verkwisting verdwijnt als grond voor de curatele en verschijnt als grond voor het veel minder verstrekkende beschermingsbewind. Als grond voor beschermingsbewind wordt verder toegevoegd het hebben van problematische schulden. Naast de partner en de naaste familie en het openbaar ministerie wordt eveneens bevoegd om de rechter instelling van een maatregel te verzoeken de instelling waar de betrokkene wordt verzorgd of die aan de betrokkene begeleiding biedt. De bevoegdheid van de instelling die begeleiding biedt kan bijvoorbeeld van belang zijn in de situatie waarin de betrokken persoon niet in een instelling verblijft, en er geen familie is, dan wel dat deze geen verzoek indient. Het moet gaan om een instelling die bij of krachtens de AWBZ of – in de toekomst – de WMO aan de betrokkene begeleiding biedt gericht op het behouden van structuur in en regie over het dagelijks leven.
Per 1 januari 2018 is de Wet tot beperking van de gemeenschap van goederen in werking getreden. Onder de oude wettelijke regeling betekende trouwen zonder het maken van huwelijksvoorwaarden dat in algehele gemeenschap van goederen werd gehuwd. Alle bestaande en toekomstige bezittingen en schulden van beide echtgenoten gingen van rechtswege tot een gezamenlijke vermogen behoren, de huwelijksgemeenschap. Erfenissen en schenkingen die voor en gedurende het huwelijk aan een van de echtgenoten toekwamen vielen in die gemeenschap, tenzij de erflater of schenker een zogenaamde uitsluitingsclausule in het testament of de overeenkomst had opgenomen (art. 1:94 BW). Bij een echtscheiding dient de gemeenschap te worden verdeeld, waarbij iedere echtgenoot recht had op de helft van de waarde. Onder het recht vanaf 1 januari 2018 trouwen mensen nog steeds in gemeenschap van goederen als men vooraf geen huwelijksvoorwaarden heeft gemaakt. Het verschil is dat erfenissen, schenkingen en hetgeen iemand aan privévermogen bij het aangaan van het huwelijk heeft, niet meer in de gemeenschap van goederen vallen. Alleen de inkomsten, bezittingen en schulden die de echtgenoten tijdens het huwelijk verkrijgen of maken, gaan tot de gemeenschap behoren. Tot de gemeenschap behoren wel alle voorhuwelijkse mede-eigendom van de partners en gemeenschappelijke schulden. Onder het nieuwe recht is er derhalve sprake van een beperkte gemeenschap van goederen.
In de periode 2019 tot 2023 zijn verschillende ontwerpen tot wetswijziging in behandeling genomen, bekend als het Wetgevingsprogramma Modernisering personen- en familierecht daaronder betreffende deelgezag, drempelverlaging omgangsverzoeken grootouders en toezicht op vermogensbeheer van minderjarigen. Het wetsontwerp Tegengaan huwelijkse gevangenschap heeft per 1 juli 2023 kracht van wet gekregen.

## België
In 1995 werd het gezamenlijk gezag van ouders over hun kind als uitgangspunt ingevoerd. Minister Laurette Onkelinx heeft voorgesteld gezamenlijke zorg van vader en moeder als uitgangspunt te nemen en afspraken daarover beter afdwingbaar te maken. Dit wetsvoorstel is in maart 2006 aangenomen door de Kamer van volksvertegenwoordigers en in september 2006 in werking getreden.